# Antonivka, Nova Odesa
Antonivka (în ucraineană Антонівка) este localitatea de reședință a comunei Antonivka din raionul Nova Odesa, regiunea Mîkolaiiv, Ucraina.

## Demografie
Componența lingvistică a localității Antonivka
     Ucraineană (97,98%)
     Rusă (1,85%)
     Alte limbi (0,17%)
Conform recensământului din 2001, majoritatea populației localității Antonivka era vorbitoare de ucraineană (97,98%), existând în minoritate și vorbitori de rusă (1,85%).